# Charles Workman (Mafioso)

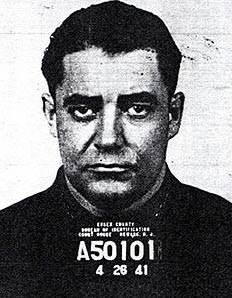
Charles Workman (1941)

Charles „The Bug“ Workman oder „Handsome Charlie“ (* 4. Oktober 1908 Lower East Side, New York City; † im Januar 1979 Queens, New York City) war ein US-amerikanischer Mobster der sogenannten Kosher Nostra, der wegen der Ermordung des Alkoholschmugglers und Bandenführers Dutch Schultz bekannt wurde.

## Kriminelle Karriere
Workman wurde 1908 als das zweite Kind von sieben in der Lower East Side geboren. Mit 17 Jahren verließ er nach der 9. Klasse die Schule.
Mit 18 Jahren wurde er wegen Diebstahls verhaftet, erneut ein Jahr später, weil er einen Mann niedergeschossen hatte, mit dem er sich um 20 US-Dollar gestritten hatte. Workman wurde daraufhin für sieben Monate in eine Besserungsanstalt eingewiesen.
Kaum in Freiheit, wurde er erneut eingewiesen, da er keine Arbeit fand und sich in schlechter Gesellschaft herumtrieb. 1932 wurde er wegen des Tragens einer verborgenen Waffe lediglich verhaftet, selbst das Zusammenschlagen eines Polizisten, der außer Dienst war, zog keinerlei Konsequenzen nach sich.
Später gehörte er zum Bugs and Meyer Mob und führte als Angehöriger der Murder, Inc. Befehle der Hintermänner, darunter Albert Anastasia und Louis Buchalter, aus. Zu den begangenen Verbrechen zählten Schutzgelderpressungen und Geldeintreiberei bis hin zu Mord. Als Auftragskiller erhielt Workman eine wöchentliche Gratifikation von 125 US-Dollar.

## Mord an Dutch Schultz
1935 beschloss das National Crime Syndicate die Ermordung des Alkoholschmugglers und Bandenführers Dutch Schultz.
Am 23. Oktober 1935 fuhren Charles Workman, Emanuel Weiss und Seymour „Piggy“ Schechter zum Palace Chophouse in Newark (New Jersey). Schechter, der Fluchtwagenfahrer, wartete im Fahrzeug. Während Weiss den Eingangsbereich des Restaurants sicherte und Barkeeper und Kellner aufforderte, sich auf den Boden zu legen, betrat Workman das Lokal und eröffnete unverzüglich das Feuer auf drei Männer im hinteren Teil des Palace Chophouse. Dabei fügte er ihnen schwere Schussverletzungen zu, die keine der verwundeten Personen überlebte. Weiss unterstützte den mit zwei Pistolen bewaffneten Workman mit einer abgesägten Schrotflinte und feuerte ein weiteres Mal auf die bereits von Workman angeschossenen Männer. Als Workman und Weiss erkannten, dass sich Schultz nicht unter ihnen befand, durchsuchte Workman die Toiletten des Restaurants und traf dort auf Dutch Schultz. Bei der Konfrontation mit Workman erlitt Schultz einen Bauchschuss, an dem er einen Tag später im Krankenhaus verstarb. Statt auf Workman zu warten, verließen Weiss und Schechter aus Furcht vor den eintreffenden Polizeikräften den Tatort und flohen mit dem Fluchtwagen. Der überraschte Workman musste zu Fuß fliehen und war dementsprechend bei späteren Zusammentreffen verstimmt.
Weiss argumentierte, dass Workman begonnen habe, die Opfer auszurauben, dies aber nicht zum eigentlichen Mordauftrag gehört habe. Workman bestritt dies vehement und beharrte darauf, dass er von seinen Komplizen im Stich gelassen wurde. Da das National Crime Syndicate ein solches Verhalten nicht tolerierte, musste ein Exempel statuiert werden. Louis Buchalter, zu dessen engsten Vertrauten Weiss gehörte, konnte darauf die Kommission davon überzeugen, Weiss, der den Fluchtfahrer Schechter zum Verlassen des Tatorts gedrängt hatte, zu verschonen. Stattdessen wurde zur Strafe Schechter ermordet, der lediglich den hektischen und übereilten Anweisungen von Weiss Folge geleistet hatte. Workman schickte man zur Beruhigung nach Florida.

## Mordanklage und Verurteilung
Als 1940 der zur Murder, Inc. gehörende Abe Reles und bald darauf Albert Tannenbaum bei der Polizei aussagten, wurde Workman wegen des Mordes an Dutch Schultz angeklagt. Der Prozess begann am 2. Juni 1941. Nach einiger Verwirrung wegen eines falschen Alibis wurde Workman verurteilt.
Workman musste seine Strafe im Trenton State Prison antreten. 1942 erregte er öffentliche Aufmerksamkeit, weil er sich als Kriegsfreiwilliger für ein Himmelfahrtskommando zur Verfügung stellen wollte, was allerdings abgelehnt wurde. Als Vorzeige-Häftling wurde Workman 1952 in die Haftanstalt Rahway State Prison Farm verlegt.
1964 wurde Workman nach 23 Jahren Haft freigelassen.

## In der Kunst
- 1960: Im Spielfilm Unterwelt wird er von dem Schauspieler Warren Finnerty dargestellt.
- 1984: Im Film Cotton Club wird er von Mark Margolis gespielt.